# 薄田賢二
薄田 賢二（すすきだ けんじ、1955年1月10日 - ）は、日本の実業家。元不二越代表取締役社長。

## 人物・経歴
長崎県出身。1977年、大阪大学法学部卒業、不二越入社。2000年、東日本支社業務部長。2005年、経営企画部長。2010年、取締役経営企画部長。2014年2月、常務取締役経営企画部長。2015年、旭精工取締役。2017年、代表取締役社長、富山県経営者協会理事。2019年、特別顧問、池上通信機取締役。